# 作戦行動中行方不明
作戦行動中行方不明（さくせんこうどうちゅうゆくえふめい、英: missing in action,略称：MIA）または戦闘中行方不明（せんとうちゅうゆくえふめい）、行方不明兵（ゆくえふめいへい） は、戦闘中または休戦中に行方不明になった戦闘員、衛生兵、従軍牧師、捕虜に割り当てられた死傷者の分類である。
彼らは、戦死、負傷、捕虜、処刑、脱走のいずれかの可能性がある。故人の場合、明確に身元が分かる痕跡も墓もない。MIAになることは、戦時中である限り、職業上の危険であり続ける。

## 問題と解決法

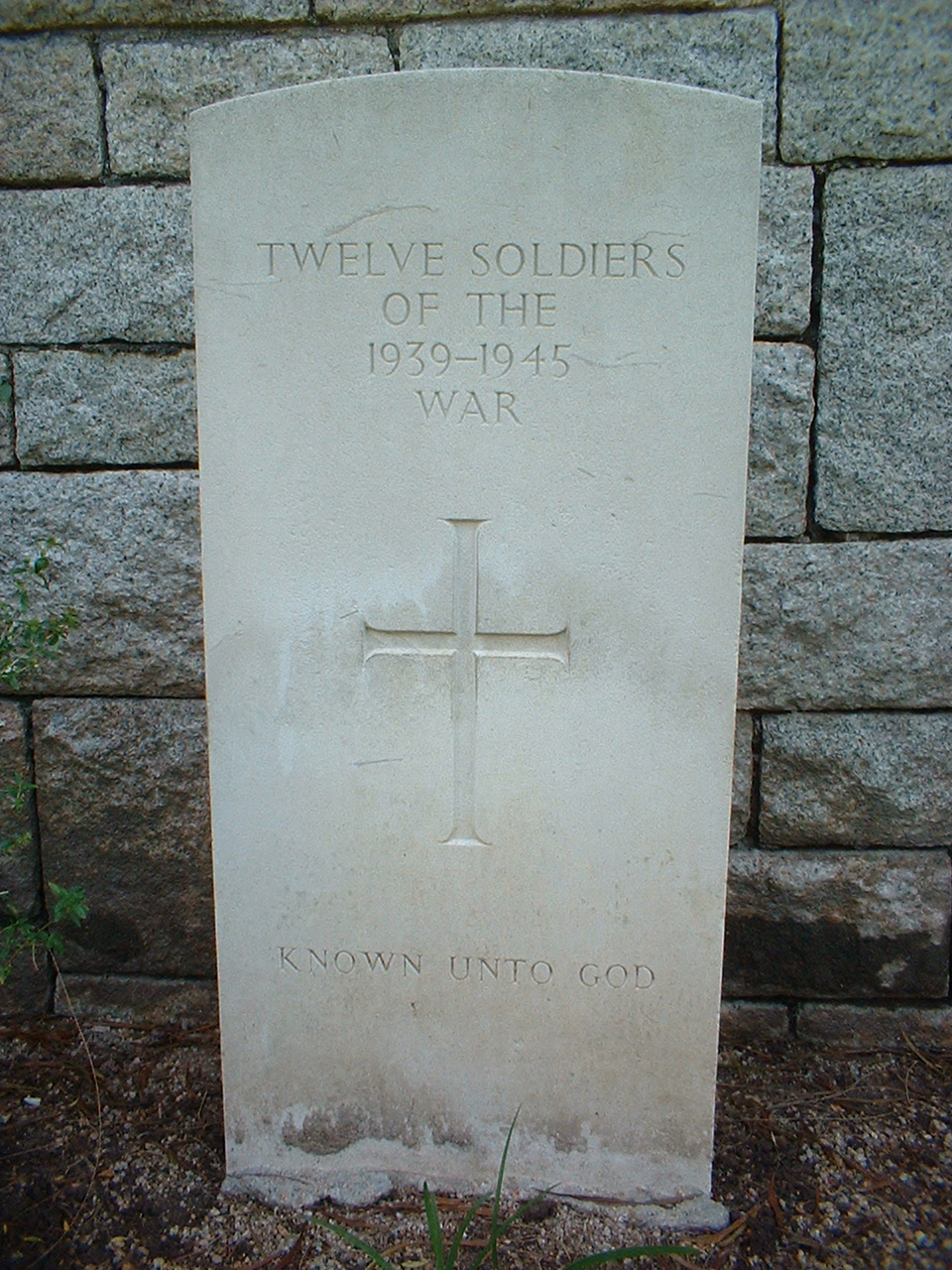
香港のスタンレー軍人墓地に埋葬された、イギリス及び英連邦の氏名不詳の12人の兵士の墓。

1912年頃まで、軍務に就く人々には認識票が日常的に発行されなかった。ゆえに、戦死して長い間遺体が発見されなかった場合、当人が身元が分かる物を携帯していたり、衣服に身元が分かるような印を付けていない限り、遺体の身元を特定する機会はほとんどまたは全くなかった。第一次世界大戦が勃発した頃には、国が軍務に就く人々に対し身元を証すための認識票を発行し始めた。これらは通常、アルミニウムのような軽い金属で出来ていた。しかし、イギリス軍では、選ばれた金属は圧縮繊維であり、さほど耐久性があるものではなかった。認識票を身に付けることが高い利益をもたらすことが示されたものの、現代の戦争で日常的に使われた高い爆発力のある弾薬や車両による破壊で、遺体が完全に破壊されたり（全身崩壊により遺体が粉々になった）、燃やされたり、生き埋めになったりといった問題が残っていた。さらに、森林戦、潜水艦戦 、山間部や海への航空機墜落など、兵士の環境自体が行方不明になる可能性を高めていた。あるいは、管理エラーがあり、一時期に戦場埋葬された実際の場所は、「戦場の霧」のせいで判別不能あるいは忘却された可能性がある。最後に、軍は敵兵が何人亡くなったか詳しく記録して残すような強い動機がなかったため、遺体は度々一時期な墓に埋葬され（場合によっては認識票を身に付けたまま）、その場所はしばしばフロメルの戦いで忘却された集団墓地のように、見失い、あるいは人々の記憶から消え去った。結果として、皆無でないにせよ、行方不明兵の遺体が長い間見つからない可能性があった。行方不明兵の遺体が回収され、DNA鑑定や歯科記録の参照といった方法を含む徹底的な法医学検査を行って身元が分からなかった場合、遺体は、未確認状態を示す墓に埋葬される。
20世紀後半のDNA鑑定の発展によって、戦地に展開する前に軍務に就く人々から綿棒で細胞のサンプルを収集していた場合、遺体の小さな欠片からでさえも身元照会が可能となった。行方不明者の親戚から遺伝子サンプルを採取可能ではあるが、対象者自身から直接採取する方が望ましい。戦いで、一部の兵が行方不明になり決して見つからない可能性があるのは事実である。しかし、認識票の着用や現代技術の活用で、関与する人数を相当に減らすことが可能になる。明らかな軍事的な利点に加えて、軍務に就く人々の身元を確実に判明させることで、遺族にも多大な益がもたらされる。肯定的に身元が判明されることで、喪失に折り合いがつき、真面目に生きていくことが幾分か簡単になる。そうでなければ、一部の親戚は行方不明者がまだどこかで生きていて、いつか戻ってくるかもしれないと疑うことになるかもしれない。しかし、通常は、こうした多くの身元を判明させる方法は、民兵、傭兵、反乱軍の兵士、その他の非正規軍の兵士には使われない。

## 歴史

### 20世紀以前
紀元前480年のテルモピュライの戦いに参加した一部の兵士が、行方不明になった可能性がある。もちろん、その後の何世紀にもわたって多くの戦争で行方不明兵が生じ、その人数は数え切れないほど多く、あらゆる国が戦ったほとんどの戦いが対象に含まれる。遺体が急速に腐敗して身元特定に問題が生じ、遺体から価値があるもの（持ち物や衣類など）を戦利品として持ち去ることがよく行われていたのでさらに悪化し、ただでさえ難しい身元特定がより困難になった。その後、遺体はいつも決まって集団墓地に葬られ、わずかに公式記録が残されただけであった。注目すべき例としては、19世紀半ば頃までに起こった戦いとともに、タウトンの戦い、百年戦争、ポルトガル王セバスティアン1世が行方不明になったアルカセル・キビールの戦い、イングランド内戦、ナポレオン戦争が挙げられる。クリミア戦争、南北戦争、普仏戦争が勃発した頃には、より一般的に個々の兵士の身元を特定するために公式に努力されるようになったが、当時は正式な認識票制度が無かったために、戦場での撤去作業中には困難だったものと思われる。それでも、例えば、ゲティスバーグの戦場から南軍の制服を着た兵士の遺体を回収した際に「身元不明の南軍兵士」と記載された墓石がある墓に埋葬したというように、認識の変化に注目すべきものがあったのは事実である。こうした姿勢の変化は、一連のジュネーヴ条約にも関係し、最初の条約が1864年に調印された。ジュネーヴ第1条約の締結によって行方不明兵の問題に特別な対処が行われたわけではないが、負傷した敵兵の人道的な扱いを明確に述べたものとして、条約の背後にある論法は影響力があった。

### 第一次世界大戦

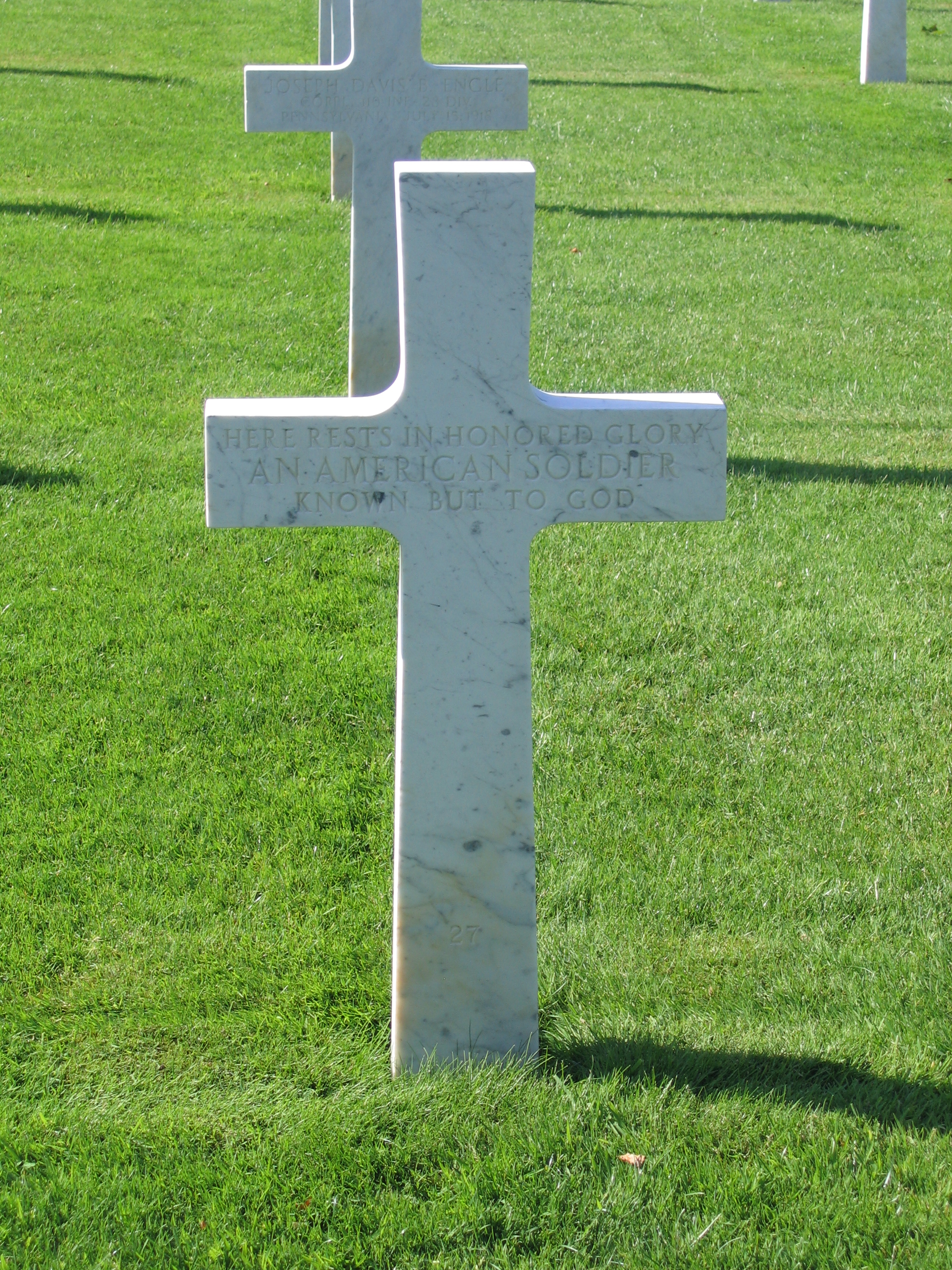
オワーズ・エーヌ米軍英霊墓地にある1917年に戦死した身元不明のアメリカ兵の墓。

戦闘中に行方不明になる現象は第一次世界大戦中に特に目立ち、機械化された現代の戦争の性質により、単一の戦いでおびただしい数の死傷者が生じた。例えば、1916年のソンムの戦いでは、30万人以上の連合国軍とドイツ軍兵士が戦死した。ソンム会戦の初日のみで、19,240人のイギリス兵士が戦死または負傷で亡くなった。それゆえに、フランスのティプヴァル・メモリアルに、ソンムの戦いで行方不明になり発見されることなく埋葬された墓も不明のイギリス兵士72,090人の名前があるのは驚くべきことではない。同様に、ベルギーのメニン門の記念碑では、イープル突出部で戦死したとされる54,896人の連合国軍の行方不明兵が追悼されている。その間、ドゥオモン納骨堂には、ヴェルダンの戦いにおける13万人のフランス、ドイツ兵の身元不明の遺骨が納められている。
21世紀においても、毎年、第一次世界大戦の西部戦線の戦場だった場所から行方不明兵の遺体が回収されている。こうした発見は定期的に起き、大抵は農作業中または工事中である。通常は、一人または複数の遺体が一度に回収される。しかし、より多く回収される場合があり、例えば、2009年に発掘されたフロメルの戦いの集団墓地では、少なくとも250人の連合国軍の兵士の遺骨が見つかった。その他の例として、2012年初頭にフランスのアルザス地方にあるカルシュパッハで行われた発掘では、1918年に地下シェルターにおいてイギリスの砲弾で生き埋めになり行方不明だった21人のドイツ兵の遺体が見つかった。とにかく、徹底した法医学検査によって、発見された遺体の身元を特定するための努力が行われ、もし身元が特定されれば、存命中の親戚を辿る試みがなされる。しかし、得てして遺体の身元特定が不可能であり、彼らが従軍した部隊の基礎的な詳細を確定させる以外にないことがしばしばである。イギリスの行方不明兵の場合では、墓石には個人について判明した最大限の情報が刻まれている。通常、そのような情報は、遺体から見つかった真鍮のボタンのような金属製の物体や連隊や部隊を表すインシグニアがついた肩章から推定される。結果として、墓石には「キャメロニアン連隊の兵士」や「オーストリアの伍長」といった情報が刻まれている。兵士の国家的な忠誠以外には何も知られていない場合、墓石には「大戦争の兵士」と刻まれている。必要に応じて、「sailor」や「Airman」に置き換えられている。

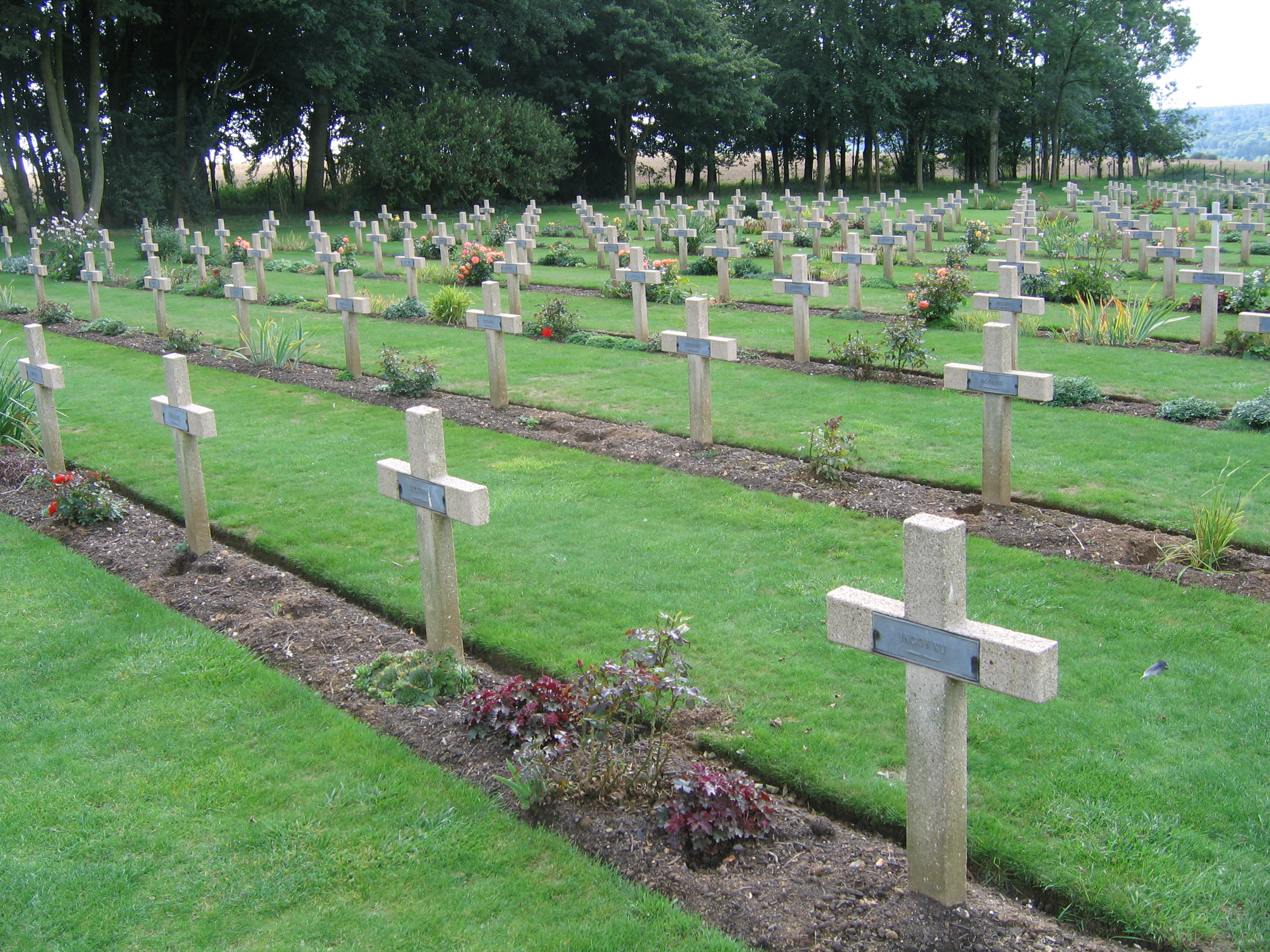
第一次世界大戦で戦死した無名のフランス兵の墓。それぞれのコンクリート製の十字架には"Inconnu" すなわち "Unknown"と記された金属製のプレートが付けられている。
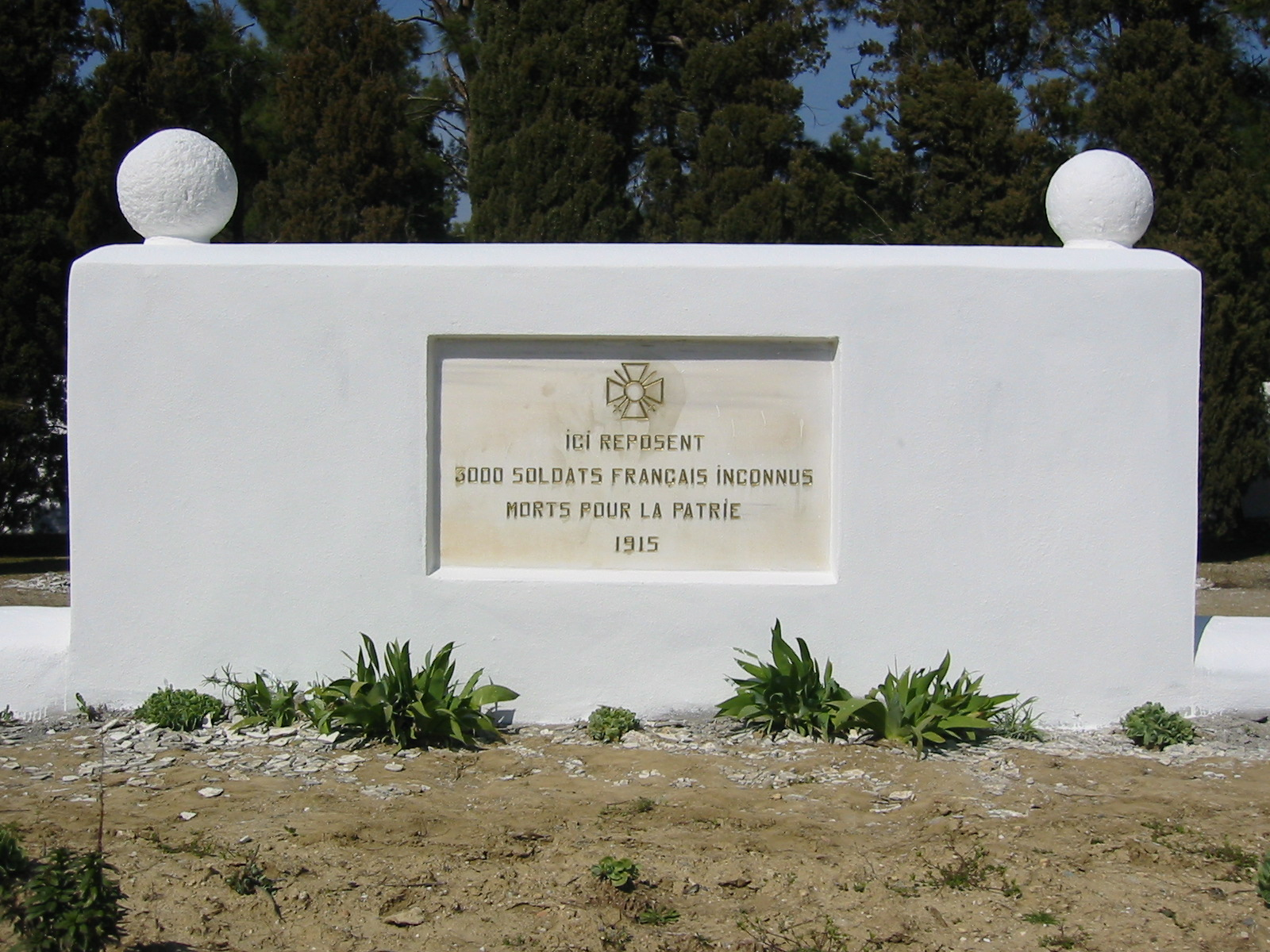
ガリポリ半島の戦いの納骨堂。1915年に戦死した3,000人の身元不明のフランス兵の遺骨が納められている。

### 第二次世界大戦

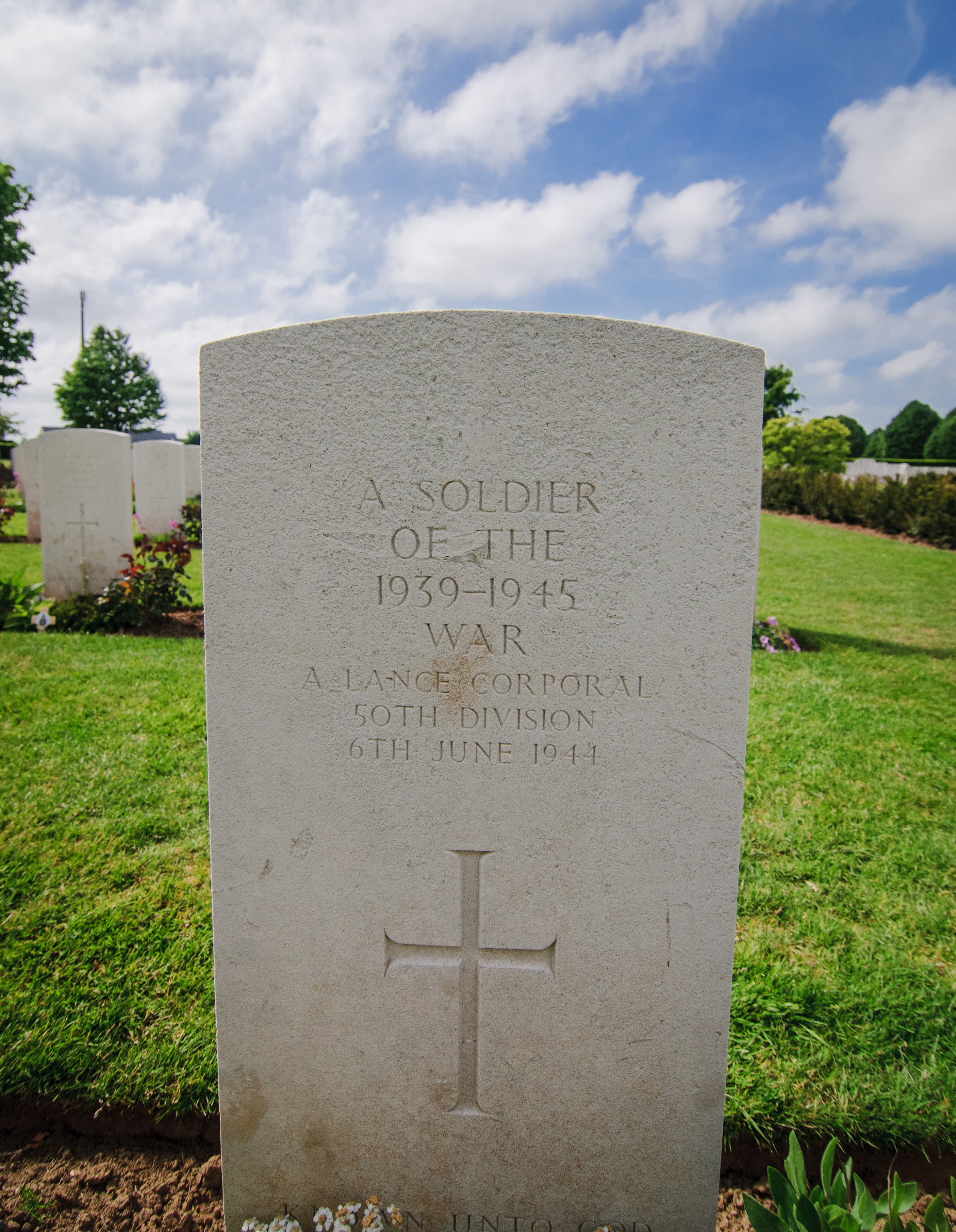
バイユー戦没者墓地にある、ノルマンディー上陸作戦で死んだ氏名不詳のイギリス第50師団所属の兵長の墓碑。

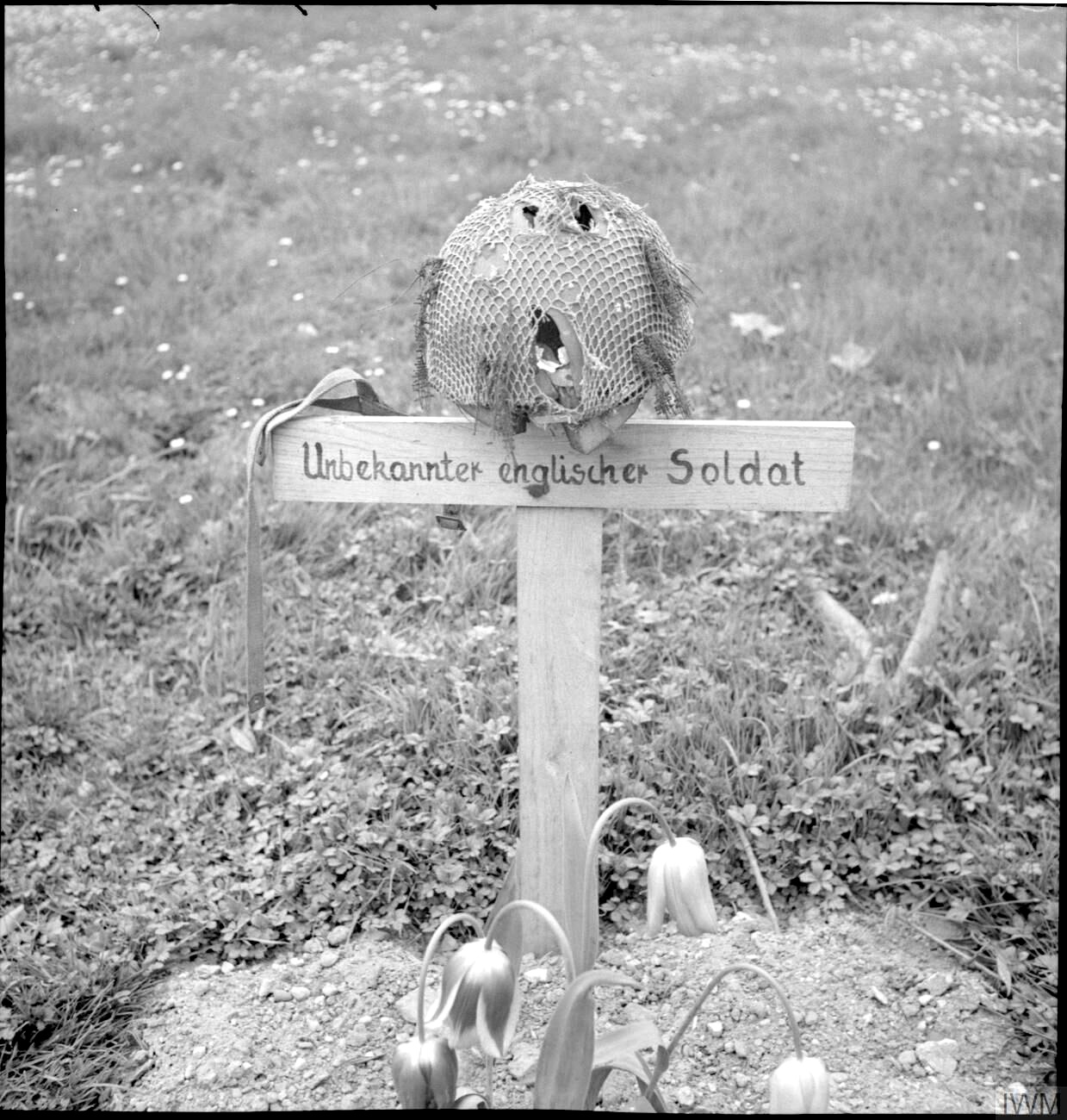
1944年のアーネムの戦いでドイツ側が建てた、死亡した氏名不詳のイギリス空挺兵の墓（1945年4月撮影）。

第二次世界大戦中、兵士や軍務に就いた人々が多く行方不明になった。アメリカ軍では、78,750人の行方不明兵が戦後に報告されていて、これは戦時中の全戦死者である405,399人の中の19%を表す。
第一次世界大戦の行方不明兵と同じように、第二次世界大戦の行方不明兵の遺体が定期的に発見されることが日常茶飯事になっている.。通常、ただ偶然に発見されるが（例えば、建設中または解体作業中）、意図的に目標を定めた研究の後に回収される場合もある。第一次世界大戦と同じように、西ヨーロッパで行方不明兵の遺体が通常1人または2人、3人で発見される。しかし、例えば1944年8月に戦死した14人のドイツ兵の遺体が発見されたヴィルヌーヴ＝ルベの集団墓地のように、発見される数がかなり多い場合もある。その他は、様々な国で、奥地の航空機事故現場にある。しかし、東ヨーロッパとロシアでは、第二次世界大戦の犠牲者には約200万人のドイツ兵の行方不明者を含み、多くの集団墓地が発見され続けている。100万人の行方不明兵の半数近くが、冷戦の終わり頃から新たな墓地に埋葬されている。そのほとんどが身元不明のままである。ドイツ戦争墓地維持国民同盟が先頭に立って活動している。同様に、300ものボランティアグループが定期的に古戦場を調査して、遺体を発見して、身元を調べて改葬しているものの、約400万人のロシアの行方不明兵の遺体がレニングラード（レニングラード包囲戦）からスターリングラード（スターリングラード攻防戦）に至るまで、東部戦線（独ソ戦）の戦場に点在している。
2000年代には、特にヨーロッパの戦域で、特に年老いた目撃者や地元の歴史家が亡くなっていたため、アメリカ軍の内外で行方不明者の遺体を見つけることに新たに注目が集まった。「第二次世界大戦中の行方不明兵の帰還のための家族グループ」が、戦時中に行方不明になったアメリカ兵の遺体を探して本国に帰す目的で統合戦時捕虜行方不明者調査隊や政府の独立組織とともに働くために2005年に設立された。グループの会長は、ベトナム戦争で亡くなったアメリカ兵の遺体を見つけるための努力がより一層公表されたことについて、「ベトナムには支持者がいた。彼らは年配の世代で、誰に頼ればいいのか分からなかった」と述べた。
2008年、研究者は、1943年のタラワの戦いで行方不明になった139人のアメリカ海兵隊兵士の遺体を見つけるために、太平洋のタラワ環礁で調査を開始した。2013年から2016年にかけてタラワで37人の遺体が回収された。その中には、名誉勲章受章者アレクサンダー・ボニーマン・ジュニアも含まれていた。
2021年4月2日の時点で、the U.S. Department of Defense POW/MIA Accounting Agencyによれば、72,491人の軍人と市民が第二次世界大戦から不明であるとされる。
1946年に議会に提出され1953年に更新されたアメリカ合衆国陸軍省とアメリカ合衆国海軍省の公式な犠牲者の記録によれば、世界中の行方不明者の合計は約6600人ほどでおそらくかなり低いとされる。重要なことに、DPAAは、サリヴァン兄弟（おそらくは、これまでに記録された第二次世界大戦の犠牲者の中で最も説明されたグループの1つ）を「行方不明」と継続して一覧にしている。USSアリゾナの全乗組員、USSオクラホマのほとんどの乗組員のような第二次世界大戦中の兵士を「missing」と「unaccounted for」の両方に指定しているので、DPAAの記録は不規則で事実とはかけ離れた意見になりがちである。

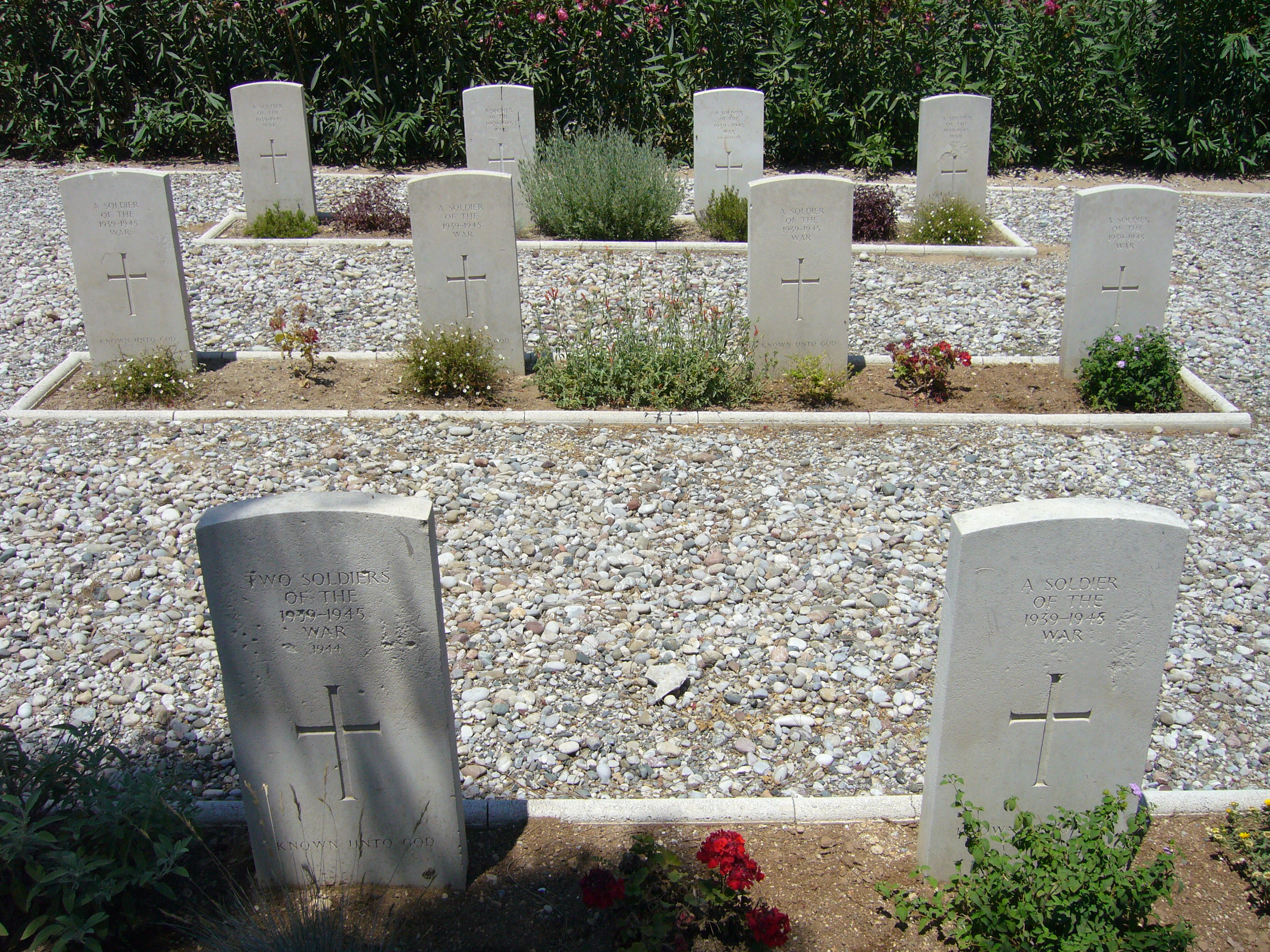
ロドス島のコモンウェルス戦争墓地委員会 (CWGC)墓地にある、第二次世界大戦で戦死した氏名不詳の11人のイギリス軍戦闘員の墓。
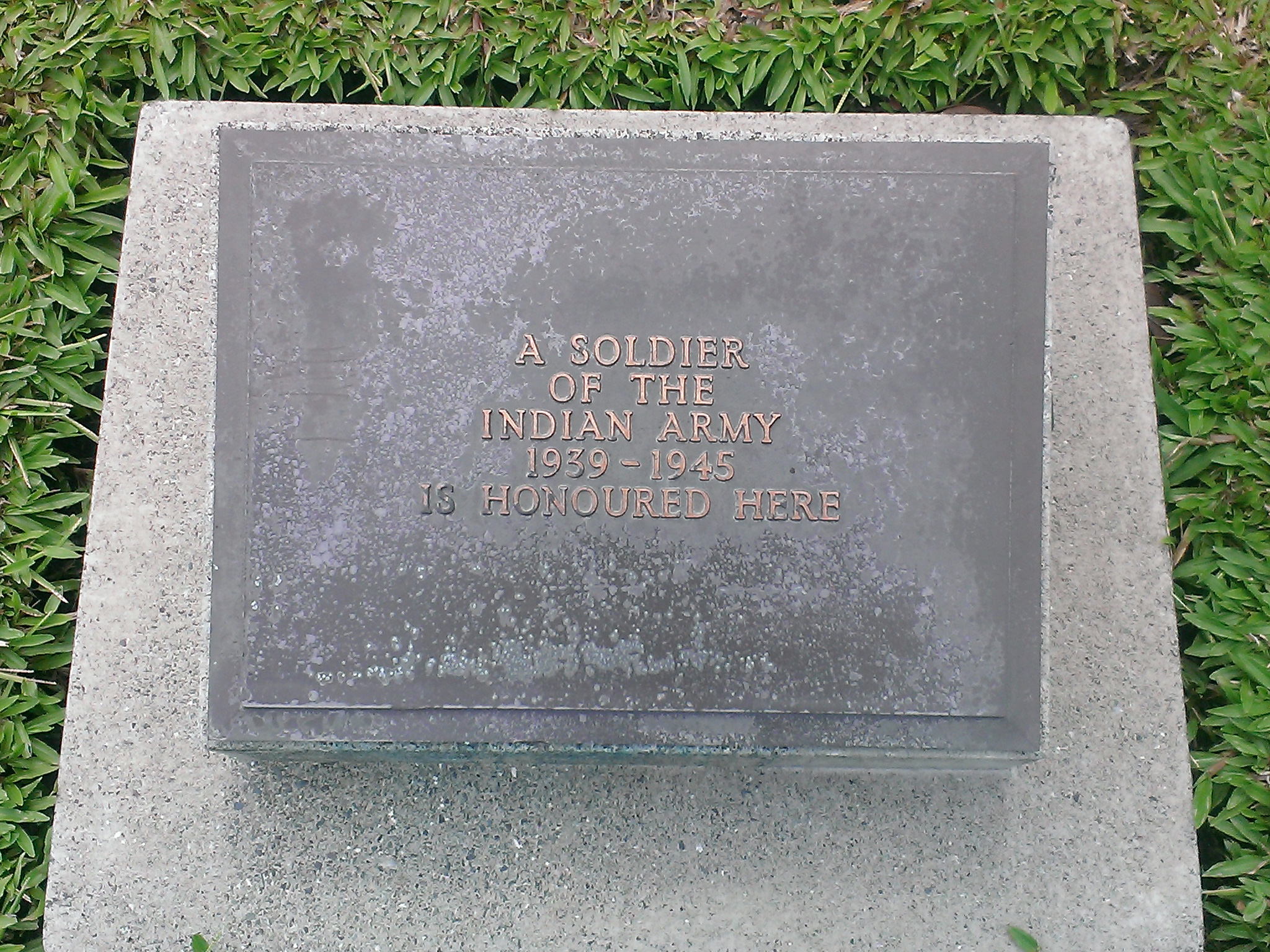
パプアニューギニアのラエ戦没者墓地（英語版）にある氏名不詳の英印軍戦闘員の墓。
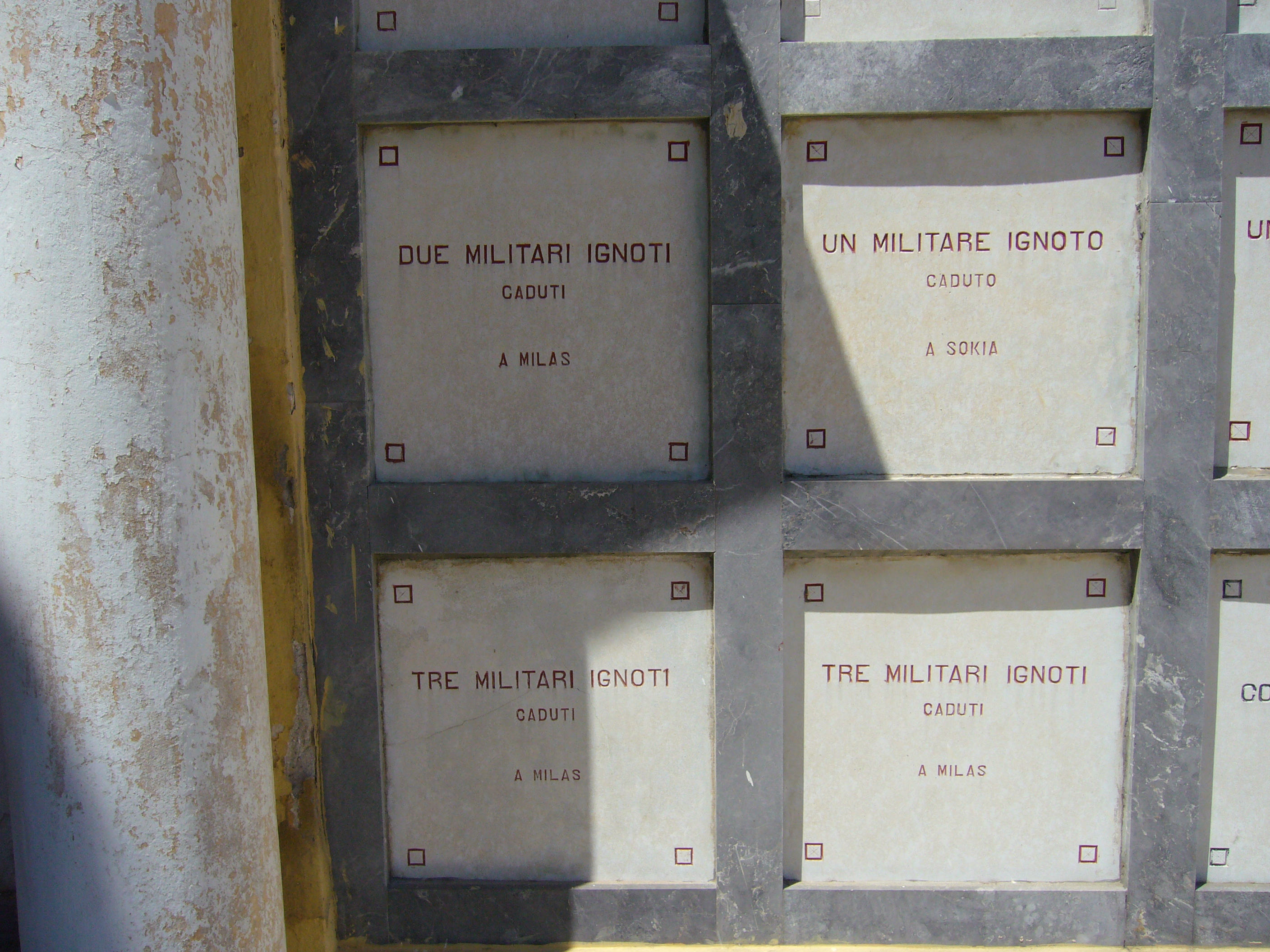
ロドス島墓地の地下聖堂壁にある、第二次世界大戦で戦死した氏名不詳のイタリア人戦闘員の墓。
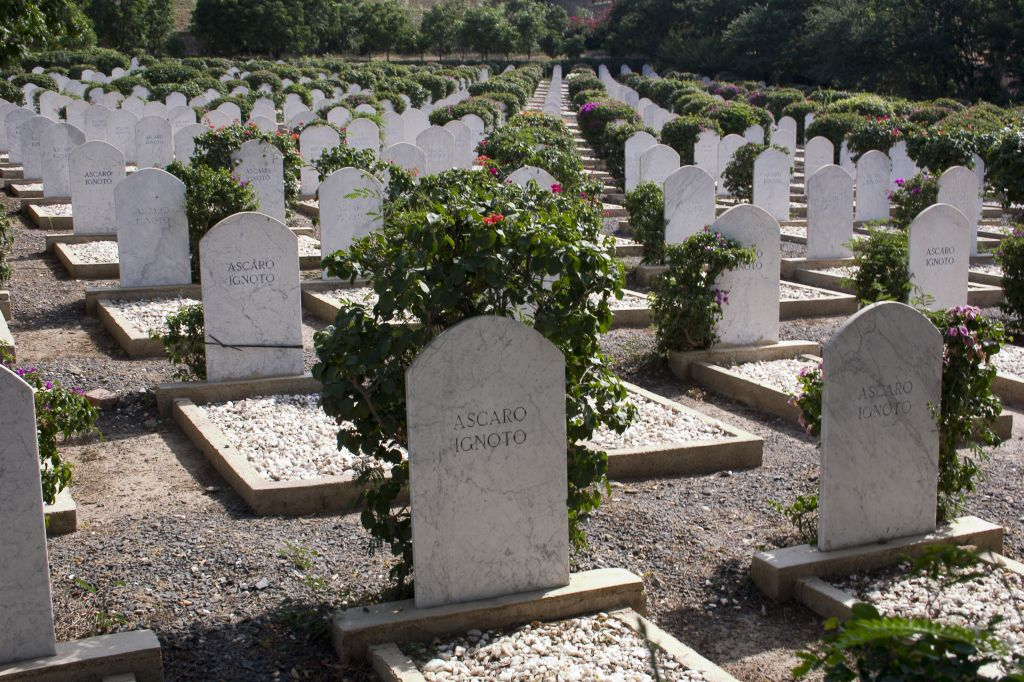
1941年のケレンの戦いで戦死した氏名不詳の王立エリトリア植民地軍（英語版）の墓。
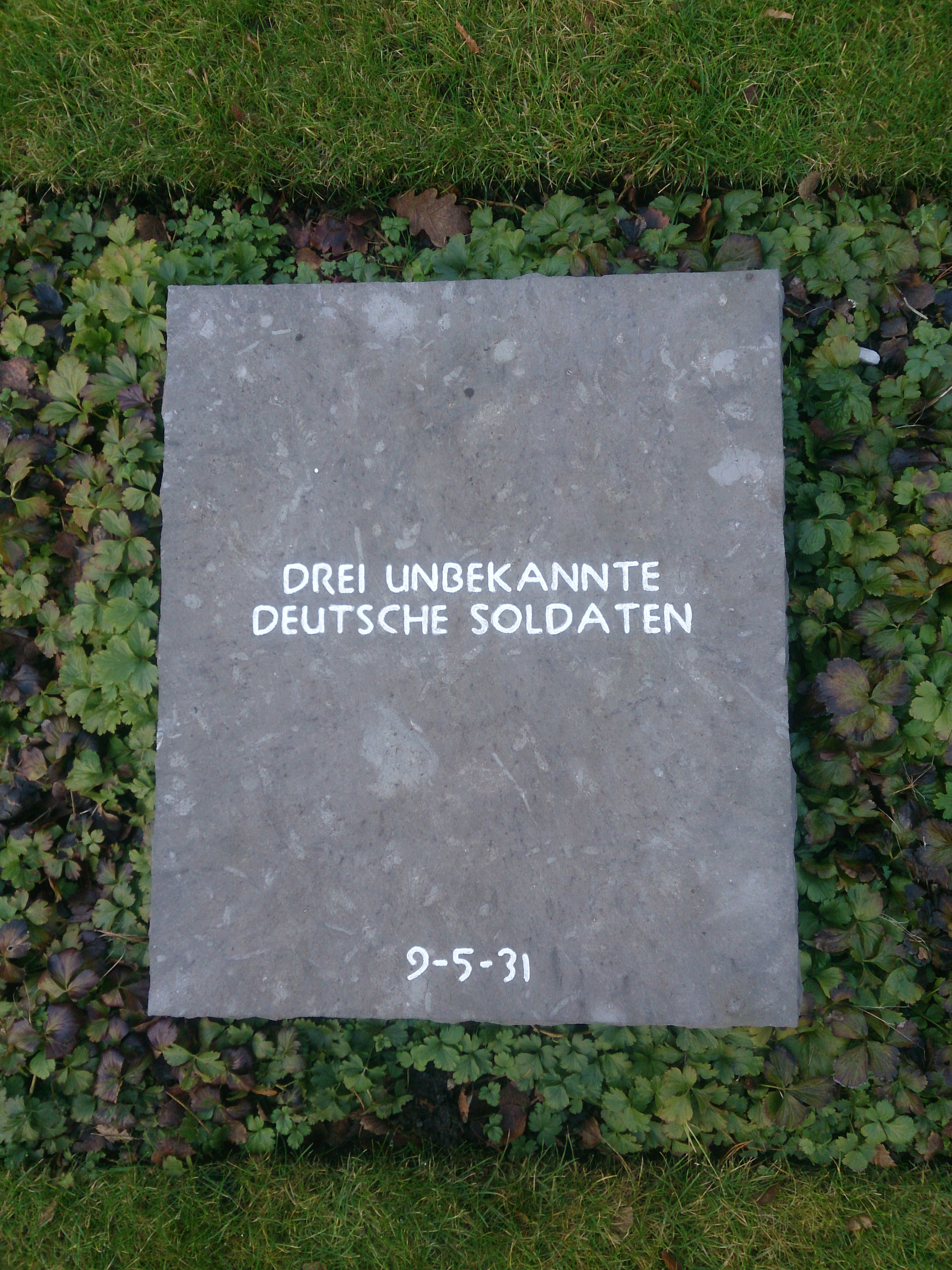
キャノック・チェースドイツ軍墓地（英語版）（イングランド）にある、第二次世界大戦で戦死した3人の氏名不詳のドイツ人兵士の墓。
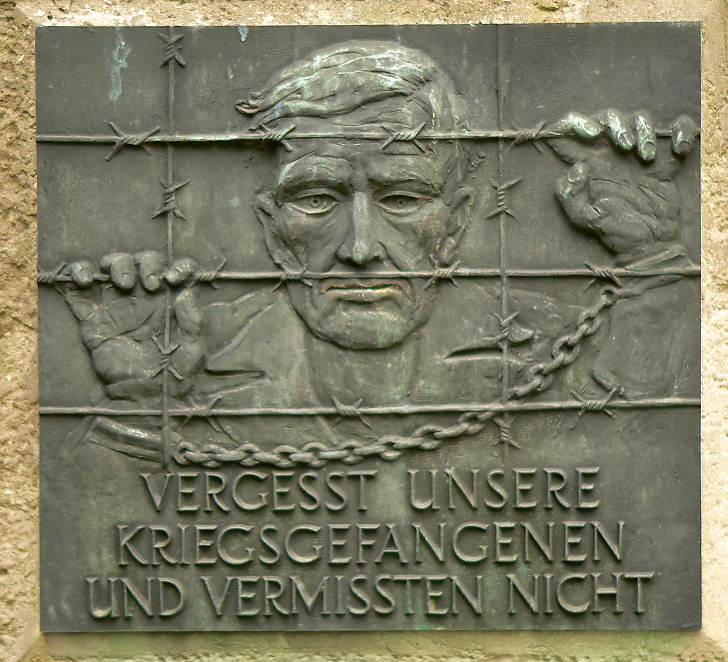
ドイツのノイシュタット・アム・リューベンベルゲにある、戦時捕虜と行方不明兵士のための記念碑。
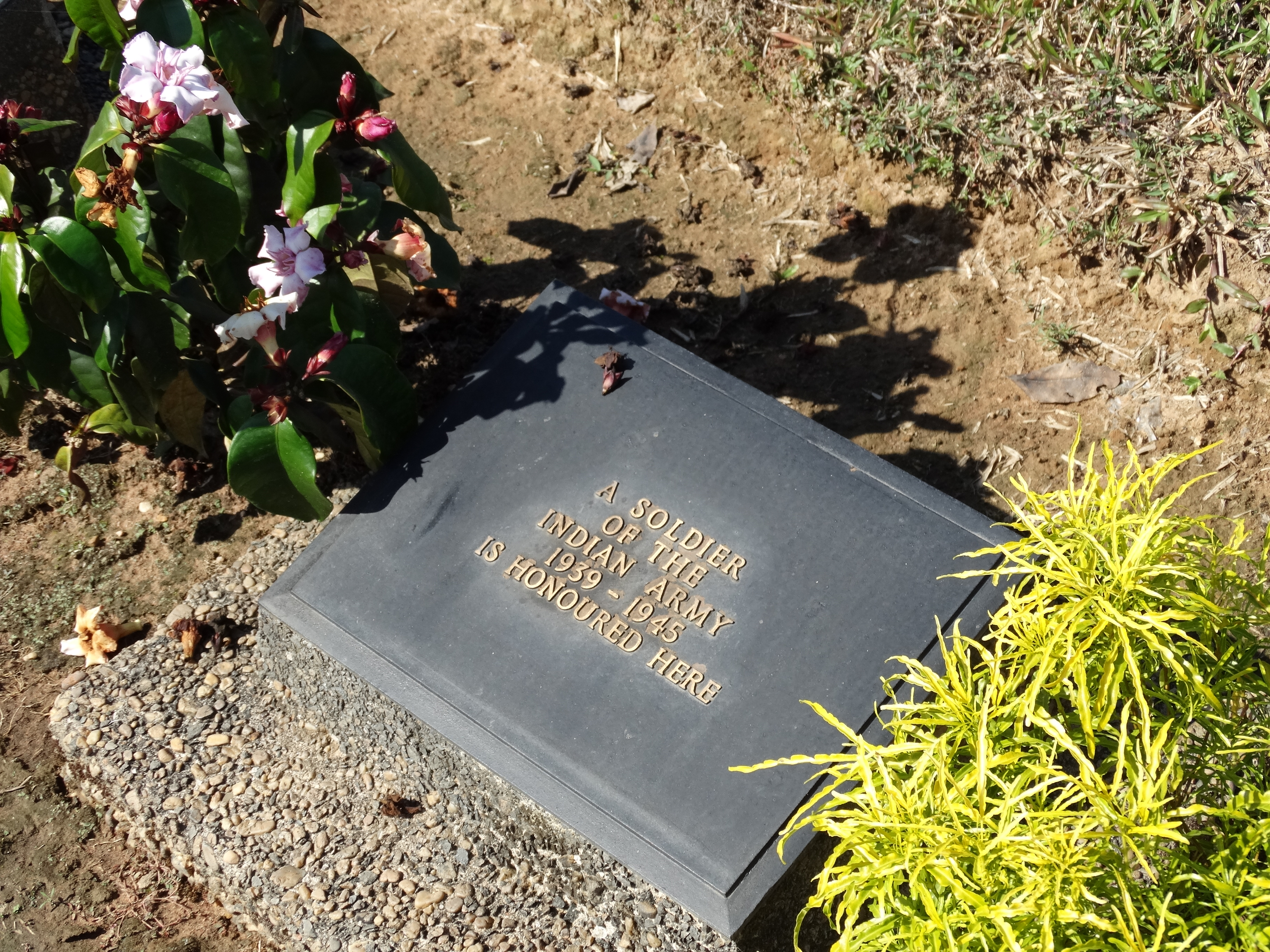
ビルマのタウキャン戦没者墓地（英語版）にある、氏名不詳の英印軍兵士の墓
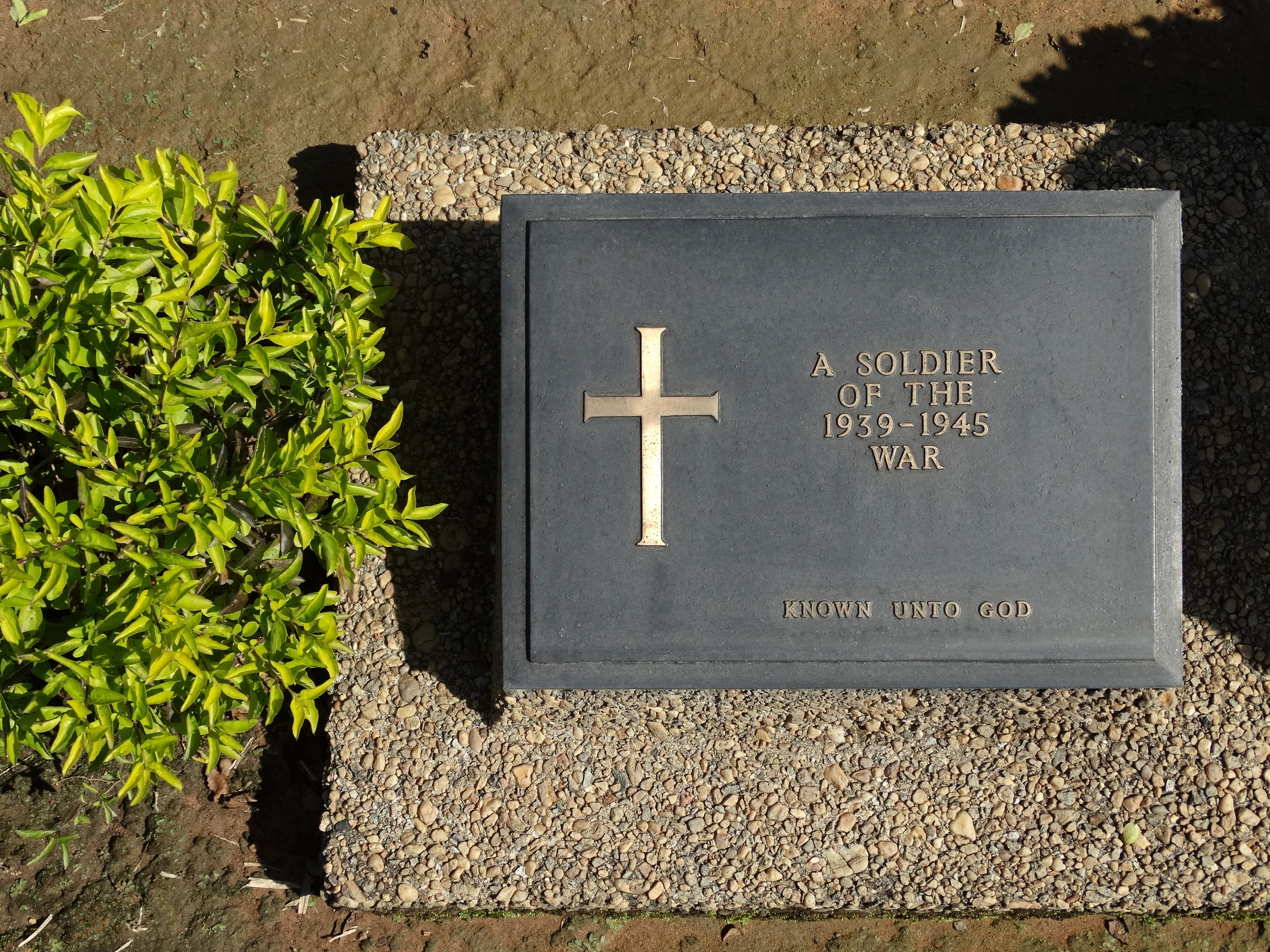
ビルマのタウキャン戦没者墓地にある、氏名不詳の英連邦軍兵士の墓。

### 朝鮮戦争

#### 朝鮮戦争におけるアメリカの行方不明兵の本国送還 （1954-2018）
| 場所         | 1954年      | 2017年      |
| ------------ | ----------- | ----------- |
| 捕虜収容所   | 1,200-1,273 | 883–1,200   |
| 雲山/清川江  | 1,109-1,559 | 1,294-1,549 |
| 軍事境界線   | 89          | 1,000       |
| UN記念公園   | 266         | [233]       |
| 長津湖       | 523-1,002   | 598-1,079   |
| 遂安キャンプ | 0           | 185         |
| 合計         | 3,260-4,116 | 4,193-5,246 |

アメリカ国防総省のアメリカ国防捕虜・行方不明者調査局は、朝鮮戦争の日付を1950年6月27日から1955年1月31日までとしている。1950年6月から10月の間に、推定700人の民間およびアメリカ兵士の捕虜が北朝鮮によって捕らえられた。1953年8月までに、わずか262人しか生存していなかった。生存者の1人は上等兵Wayne A. "Johnnie" Johnsonであり、496人のアメリカ兵と市民の捕虜の死を密かに記録していた。後に、Johnsonは1996年に勇敢さを称えられてシルバースターを受章した。
1953年8月、朝鮮半島で米軍と国連軍を率いていたジェームズ・ヴァン・フリート将軍は、行方不明として記載された兵士の「かなりの割合」が未だに生きていると推定した（偶然にも、ヴァン・フリート将軍の息子James Alward Van Fleet Jr大尉が1952年4月4日に北朝鮮で、アメリカ空軍の任務中に行方不明になった）。
遺体が未回収の朝鮮戦争の行方不明兵は、8,154人だった。1954年のオペレーション・グローリーで、4,023人の国連軍兵士の遺体が北朝鮮から引き渡された。そのうち、1,868人がアメリカ兵士だった。回収された遺体のうち、848人が身元を特定できなかった。
1982年から2016年の間に、781人の身元不明遺体が、北朝鮮、韓国、中国、日本、そしてハワイの国立太平洋記念墓地から回収された。そのうち、459人の身元が特定された（2018年6月時点）。950人の遺体が北朝鮮で未回収だった。20人の遺体のうち、11人の身元が特定された。
アメリカの統合戦時捕虜行方不明者調査隊（現在の捕虜・行方不明者調査局）と同等の韓国の司令部は、両国兵士の遺体の所在と身元を特定する取り組みに積極的に関与している。朝鮮戦争の行方不明兵の遺体は、韓国と北朝鮮で、定期的に回収され身元が特定されている。軍事境界線付近の非武装地帯だけでも、13,000人韓国兵士と2,000人のアメリカ兵士が埋葬され、未だに発見されていないと考えられている。2018年の夏、韓国の文在寅大統領が、非武装地帯から韓国兵士の遺体が回収されることを期待していると述べた。韓国の行方不明兵は12万人ほどと考えられている。
2018年、北朝鮮兵士1人の遺体がアメリカから北朝鮮に返還された。2018年9月27日、韓国の行方不明兵64人の遺体がアメリカから韓国に返還された。
2020年6月25日、韓国の行方不明兵147人の遺体がアメリカから韓国に返還された。
2020年7月、5万人の韓国人捕虜が1953年に北朝鮮から返還されていないと報じられた。
捕虜および行方不明者に関するアメリカ合衆国上院特別委員会（1991年–1993年）が、いくつかの未解決問題を調査して、朝鮮戦争から未だに行方不明のままであるアメリカ兵士の行方に関するレポートを発表した。1996年、アメリカ国防総省は、アメリカ人の捕虜が未だに生存しているという明確な証拠がないと主張した。
2005年の時点で、少なくとも500人の捕虜が北朝鮮で拘束されていると考えられていた。その年に、アメリカは行方不明兵回収に関する北朝鮮との会談を取り止め、ブッシュ政権は、アメリカ人の安全が保障されていないとして、アメリカと北朝鮮の関係を断絶した。
2007年、ニューメキシコ州知事のビル・リチャードソンが平城市を訪問して、6人の遺体を返還した。
2010年、オバマ政権が、北朝鮮の行方不明兵についてブッシュ政権が停止させた会談を元通りにしたと報じられた。
2011年、海外戦争復員兵協会がアメリカの行方不明兵回収について北朝鮮との会談再開を要求する決議#423を採択した。2011年7月27日、チャールズ・ランゲル議員が、北朝鮮に対して、行方不明兵、捕虜、拉致被害者を北朝鮮から帰還させるように要求する議案を提出した。
2012年1月、統合戦時捕虜行方不明者調査隊のメンバーが雲山や長津湖の戦場で行方不明になった推定5,000人を探すために、北朝鮮に向かう予定であると発表された。
2012年2月、アメリカと北朝鮮が、7年後の行方不明兵回収に向けて議論を再開するために、先立って会談を行った。2012年3月8日、アメリカが北朝鮮で行方不明兵を捜索する予定であると発表したが、3月21日、アメリカのオバマ政権が、北朝鮮で行方不明または戦死したアメリカ兵士の遺体回収について、北朝鮮との会談を取り止めた。
2013年、Korea War/Cold War Families Incが、オバマ大統領に対して、冷戦と朝鮮戦争に関する不可解なことを解決するように、オンラインで嘆願を開始した。
2014年10月、北朝鮮が、アメリカに行方不明兵を回収を再開させるための明確な取り組みの一環として、5,000人ほどのアメリカ兵士の遺体をひとまとめにしたと発表した。また、北朝鮮は「遺体回収作戦を終わらせる原因となった敵対的な政策を非難する。」と警告した。この声明は警告して曰く、「水力発電所の建設計画、区画整理、その他の自然開発、洪水被害によりひとまとめに運び去られたので、アメリカ兵士の遺体はまもなく無くなるだろう。」と。
2015年12月の時点で、捕虜・行方不明者調査局は北朝鮮で作戦を遂行していない。
2016年6月24日、オバマ大統領がアメリカの行方不明兵に関する賠償交渉再開を否定したにもかかわらず、議員のランゲル、ジョン・コニャーズ、en:Sam Johnsonが議会に、アメリカ政府に対してアメリカの行方不明兵に関する会談を再開するように要求する議案No. 799を提出した。2016年9月27日、議案No. 799は、アジアと太平洋における外交問題分科委員会に付託されたが、制定されなかった。
2018年6月に行われた、アメリカのドナルド・トランプ大統領と北朝鮮の金正恩委員長による米朝首脳会談により、アメリカは、朝鮮戦争の休戦65周年となる2018年7月27日に、行方不明兵の遺骨が入った55の箱を受け取った（2020年9月の時点で、これらの箱に入っていた遺骨のうち、69人の行方不明兵の身元が判明した）。2021年4月2日の時点で、アメリカ国防総省によれば、アメリカの行方不明兵の述べ人数は、7,564人である。

#### 矢じり高地の行方不明兵
白馬高地の戦いの戦場であり軍事境界線付近の非武装地帯にある281高地としても知られる矢じり高地で、2018年10月と11月に行われた地雷除去作戦中に、朝鮮戦争の行方不明兵9人の遺体が発見された。以前、矢じり高地は、韓国と北朝鮮が共同でパイロットの遺体を探すプロジェクトを行う場所として選ばれていた。

#### 朝鮮半島におけるオーストラリアの行方不明兵
多くのオーストラリア兵士と捕虜が朝鮮半島から未だに回収されていない。朝鮮半島で戦死した340人のオーストラリア兵士のうち、43人が行方不明兵として記載されている。

#### 北朝鮮の身元不明兵士
1996年から、朝鮮人民軍兵士の遺体が、韓国の戦場の発掘現場から発見され、北韓軍・中国軍墓地に埋葬されている。770人の大半が身元不明である。

### ベトナム戦争

en:POW/MIA flag

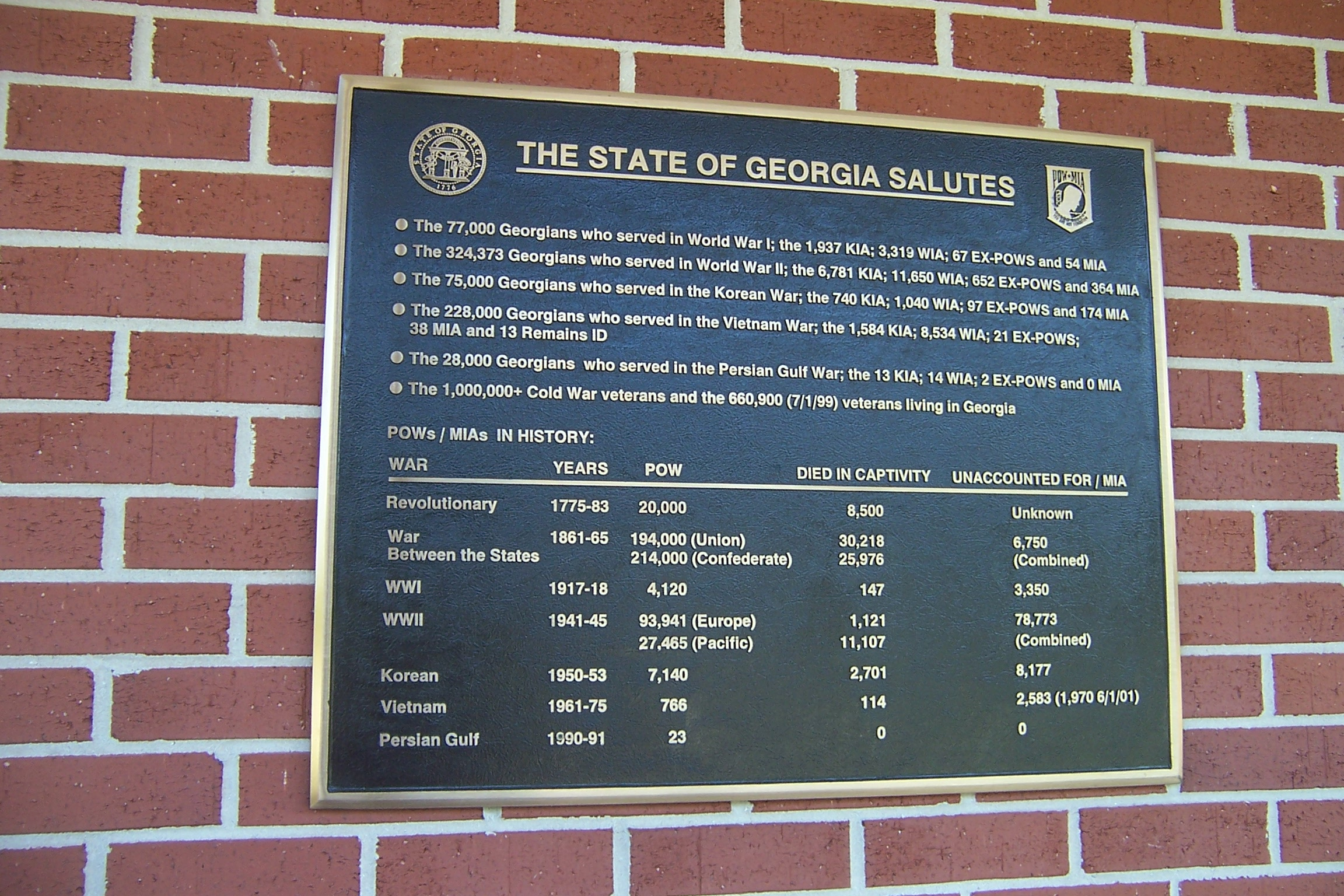
ベトナム戦争からアメリカの捕虜および行方不明者の行方に対する関心に拍車がかかった。アメリカのジョージア州には、そのような数字が記載されたroadside plaqueがある。

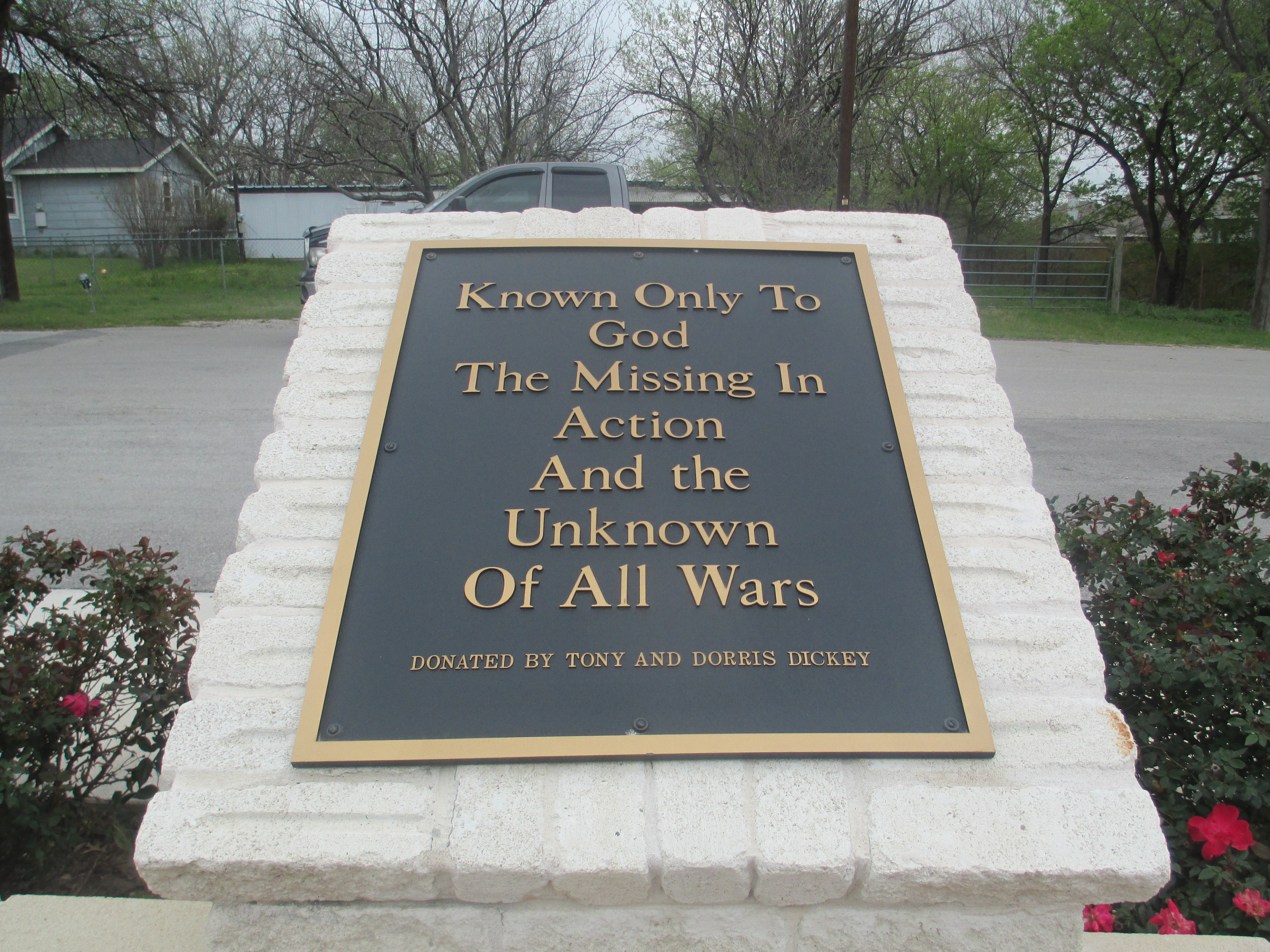
"Missing in Action" plaqueがテキサス州北部のRhomeの退役兵士記念公園にある。

ベトナム和平に関する1973年のパリ協定が締結され、191人のアメリカ人捕虜がオペレーション・ホームカミングで帰国した。アメリカは1,350人を戦時中の捕虜または行方不明兵として記載し、大まかに1,200人が戦死し、遺体は回収されていないと報じた。1990年代初期まで、行方不明兵が2,255人まで減少し、戦死したアメリカ兵士58,152人の4%を下回った。これは、その時点での国の歴史に対して遥かに小さい割合だった。
行方不明兵の80%ほどが北ベトナムまたはラオスに撃墜された空軍兵士だった。大抵は奥山、熱帯雨林、水上であり、残りは大抵、密林の戦闘中の混乱で行方不明になった。これらの出来事の調査には、撃墜の生存者がいるかどうかの判断を伴い、さもなければ、遺体回収に取り組んだ。捕虜および行方不明者に関する活動家は、アメリカ政府に働きかけ、行方不明兵の行方を探す取り組みを促進した。そうした取り組みの進展は、アメリカとベトナムの関係が改善され始め、より協調的な努力が行われた1980年代中頃まで低調だった。1990年代のアメリカとベトナムの国交正常化が集大成だった。
かなりの推測と調査により、1973年にアメリカ軍が撤退してから、かなりの人数が共産勢力に捕虜として捕らえられて生きている囚人のままにされたという定説に至った。捕虜および行方不明者に関する活動家で主張の強いグループは、「これらの囚人の存在を隠すためにアメリカ政府とベトナム政府が協調した陰謀がある」と主張している。アメリカ政府は、囚人の置き去りや囚人の存在隠蔽の取り組みを断固として否定している。大衆文化に定説が反映され、中でも注目すべきものは1985年の映画ランボー/怒りの脱出である。いくつかの議会の調査でこうした問題に着目し、最大で最も徹底した集大成として、捕虜および行方不明者に関するアメリカ合衆国上院特別委員会（1991年–1993年）が、上院議員ジョン・フォーブズ・ケリー、Bob Smith、ジョン・マケインに主導されて行われた。委員会は全会一致で「アメリカ人が東南アジアで捕らわれの身で生きているという説得力がある証拠がないと判明した」と結論付けた。
行方不明兵の問題は関係者にとって極めて感情的なものになっていて、ベトナム戦争のあくまでも憂鬱で分裂的な後遺症としばしば見なされている。懐疑主義の立場では、「生存する囚人説」は、動機付けや証拠の裏付けがない「陰謀論」で、行方不明兵の家族の願いを食い物にするイカサマ師の家内工業を基礎にしているとされる。1995年に書かれた2つの懐疑論に曰く、「1973年のオペレーション・ホームカミングの後も行方不明のままであるアメリカ人を取り巻く陰謀論はバロックのように錯綜している。1992年までに、数千人の熱狂者がいた。彼らは、非難に対する断固とした否定にもかかわらず、カルトのような熱狂を以って数千人のアメリカ人捕虜が意図的にかつ無情にも戦後のインドシナ半島に見捨てられており、軍と行政機関－5つの行政機関をまたぐ－に裏切りの証拠を隠す壮大な陰謀が存在し、ベトナムの共産党政府とラオス政府が人数は詳細不明ながら生存しているアメリカ人捕虜を捕らえ続けていると信じていた。」とされる。信者はこうした意見を否定した。1994年に書かれたものに曰く、「それは、陰謀論でも、妄想的な神話でも、ランボーのようなファンタジーでもない。アメリカ人捕虜がベトナム戦争後に置き去りにされたという国の不名誉の確固たる証拠でしかない。6人の大統領とワシントン政府が罪深い秘密を認められなかったがゆえに、捕虜が見捨てられてしまった。報道機関とほとんどのアメリカ人がベトナムにいる捕虜を思い出させる全てのものから目を背けたがゆえに、捕虜が忘れ去られてしまった。」とされる。
また、ベトナム戦争で行方不明になった多数の北ベトナムと南ベトナム解放民族戦線（ベトコン）兵士が未だに回収されている。1974年に、ヴォー・グエン・ザップ将軍は33万人の行方不明兵がいると述べた。1999年の時点で、しばしば、行方不明兵が30万人ほどと推定されている。この数字には、旧南ベトナム軍の行方不明兵は含まれず、彼らはベトナム政権下でほとんど考慮されていない。ベトナム政府はアメリカの行方不明兵を捜索する取り組みを立ち上げた一方で、自らの行方不明兵を捜索する組織的な取り組みは行っていない。こうした食い違いに対しベトナム人の中には憤慨した者もいた。曰く、「アメリカ人が我々に対しアメリカの行方不明者を捜索するように要請し続けるのは馬鹿げている。我々はアメリカ側の数倍も失った。どの戦争でも行方不明者は多数いる。まさしく、彼らは姿を消してしまった。」と。2000年代に、数千人のベトナム人が行方不明になった家族を探す取り組みの一環で霊能力者を雇っていた。ベトナム軍は、遺体を探す超心理学的な部隊の一部として霊能力者の中で一番は誰かを決める組織を編成している。さらに、時々、フランス領インドシナ時代の初期を端緒とする遺体が発見されている。2009年1月に、およそ1946年から1947年頃を端緒とする、少なくとも50人の対仏レジスタンス兵士の遺体が、ハノイ中心部の旧商店街の下にあった墓地で発見された。
2021年4月2日の時点で、アメリカ国防捕虜・行方不明者調査局によれば、アメリカ兵士と軍属1,584人が未だに行方不明のままである。

### 冷戦
アメリカ国防捕虜・行方不明者調査局によれば、2021年4月2日の時点で、126人が冷戦から未だに行方不明である。
- 1950年4月8日、西ドイツのヴィースバーデンから飛び立ったアメリカ海軍のPB4Y-2（Bureau Number : 59645）がバルト海でソビエト連邦の兵士に撃墜された。乗組員10人全員が未だに行方不明である。
- 1951年11月6日、アメリカ海軍のP-2（Bureau Number : 124283）がソビエト空軍のMiG-15によってウラジオストク沖で撃墜された。乗組員10人全員が未だに行方不明である。
- 1952年6月13日、横田基地に駐留していたアメリカ空軍のRB-29 Superfortress（Serial Number : 44-61810）がソビエト空軍によって日本海で撃墜された。乗組員12人全員が未だに行方不明である。
- 1952年10月7日、横田基地に駐留していたアメリカ空軍のRB-29 Superfortress（Serial Number : 44-61815）がソビエト空軍によって千島列島北部で撃墜された。乗組員8人のうち、7人が未だに行方不明である。
- 1952年11月28日、中国から飛び立ったCIAが運営する民航空運公司の航空機C-47が撃墜され、2人が捕虜、2人が死亡した。死者の1人、アメリカ市民が未だに行方不明である[118]。
- 1953年1月18日、乗組員13人を乗せたアメリカ海軍のP-2（Bureau Number : 127744）が中国の台湾海峡で撃墜された。乗組員6人が未だに行方不明である。
- 1953年7月29日、横田基地に駐留していたアメリカ空軍のB-50（Serial Number : 47-145）がウラジオストク沖で撃墜された。乗組員17人のうち、14人が未だに行方不明である。
- 1955年4月17日、アラスカのアイルソン空軍基地駐留していたアメリカ空軍のB-47（Serial Number : 51-2054）がロシアのカムチャツカ半島の南方の地点付近で撃墜された。乗組員3人全員が未だに行方不明である。
- 1956年8月22日、アメリカ海軍のP4M（Bureau Number : 124362）が上海沖で中国人民解放軍戦闘機によって撃墜された。乗組員16人のうち、12人が未だに行方不明である。
- 1956年9月10日、乗組員16人を乗せた、横田基地に駐留していたアメリカ空軍のB-50（Serial Number : 47-133）が日本海でエマ台風により行方不明になった。乗組員全員が未だに行方不明である。
- 1960年7月1日、イギリスのブライズ・ノートン空軍基地に駐留していたアメリカ空軍のB-47（Serial Number : 53-4281）がバレンツ海で撃墜された。乗組員6人のうち、3人が未だに行方不明である。
- 1965年12月14日、トルコのインジルリク空軍基地から飛び立ったアメリカ空軍のB-57（Serial Number : 63-13287）が黒海で行方不明になった。乗組員2人全員が未だに行方不明である。
- 1969年4月15日、アメリカ海軍のen:Lockheed EC-121 Warning Star（Bureau Number : 135749）が北朝鮮兵士に撃墜された。乗組員31人のうち、29人が未だに行方不明である。

捕虜および行方不明者に関するアメリカ合衆国上院特別委員会（1991年–1993年）では、未解決問題を調査して、冷戦から未だに行方不明であるアメリカ兵士の行方に関するレポートを発表した。1992年、ロシアのボリス・エリツィン大統領が、委員会に対し、「ソ連において1950年代初期に撃墜された偵察機の生存者が収容所または精神病院にいた」と述べた。ロシア軍大将で米ロ捕虜・行方不明者合同委員会（en:U.S.–Russia Joint Commission on POW/MIAs）の共同代表だったドミトリー・ヴォルコゴーノフは「自分の知る限りでは、アメリカ人は旧ソ連の領域内に意思に反して全く捕まってはいない」と述べた。特別委員会は、「一部のアメリカ人捕虜が第二次世界大戦、朝鮮戦争、冷戦中の事件で旧ソ連の領域内に捕らえられているという証拠を発見した」として「現在までの調査に基づいて、過去の戦争や事件による1人以上のアメリカ人捕虜が旧ソ連の領域内のどこかに未だに捕らえられているという可能性を除外することはできない」と結論付けた。

### 第三次印パ戦争（1971年）
第三次印パ戦争（1971年）において、インドの第15パンジャブ連隊の2個中隊が1971年12月3日の1835時間にパキスタン軍の4個旅団に攻撃された。4,000人ほどのパキスタン兵が、戦車15両と砲撃兵の激しい援護により、インド側を攻撃した。Major Waraich, Major Singh's and Major Kanwaljit Sandhuを含むインドの司令官が重傷を負った。Major SPS Waraichは捕虜になったと報じられ、戦隊の多くの兵とジュニアコミッションオフィサーが不意を突かれ、バンカーに避難する時間がなかった。ウルドゥー語で、パキスタンのラジオニュースが「Maj Waraich hamari hiraasat mein hain (Maj Waraichは我々が勾留している)」とテレビで報じた。続いてカイバル・パクトゥンクワ州の収容所にいると報じられた。現在の状態は不明である。彼らは、1975年にカラチから父親に「健在である」と述べた手紙を書いたMaj Ashok Suriを含む52人と共に、インド政府によって行方不明兵として記載されている。パキスタンは、行方不明兵の拘束を否定している。

### イラン・イラク戦争
イラン・イラク戦争（1980年–1988年）では、数万人のイラン、イラク兵と捕虜が行方不明のままである。一部の集計には戦時中に行方不明になった市民も含まれている。とある推計では、52,000人のイラク兵が戦時中に行方不明になっている。公式には、イラン政府により、8,000人が行方不明兵として記載されている。
正確に残された記録が存在しないがゆえに、これらのケースを追求するのは難しい。その後のイラク国内外の戦争で数十万人が行方不明になり、イランが極めて閉鎖的な社会であるがゆえに、イラクの状況では、さらに難しい。さらに、両国の関係がかなり悪いままであり、直近の戦争捕虜が2003年まで交換されず、2003年にイラク戦争が勃発して政権が代わるまで関係が改善されなかった。イラクで、かつて囚人だったイラン人の遺体があった集団墓地が発見される事例が何件か発生している。webサイトでイラクに撃墜され捕虜になったイラン空軍兵の行方を追う取り組みが開始された。
赤十字国際委員会が積極的に戦時中の行方不明兵の問題解決を試みている。2008年10月、終戦して20年後に、赤十字国際委員会は問題解決策を追及するために収集された情報を共有するための両国の了解覚書を作成した。未だに、家族は大切な人の行方に関する情報を切望している。
イランでは、家族の疑問に答え遺体の身元を調べる取り組みがイラン・イスラム共和国軍、イラン赤新月社、en:Foundation of Martyrs and Veterans AffairsのPOWs and Missing Commissionにより行われている。
イラクにおいても、人権省により行われている。

### 湾岸戦争
捕虜/行方不明者事務所によれば、47人のアメリカ兵が湾岸戦争（砂漠の嵐作戦）のいくつかの局面で捕虜または行方不明兵になったと記載されていた。1991年の終戦で、アメリカ軍は1つの例外を除いてこれらの問題を全て解決した。21人の捕虜が帰還し、23人の遺体が回収され、2人がペルシャ湾で行方不明になり、ゆえに戦死扱いになったが遺体が発見されなかった 。その行方不明兵の一事例として、アメリカ軍のスコット・スピッチャーがかなり有名になった。彼は、戦争初日の夜にイラク北部で、乗っていたF/A-18が撃墜されて行方不明になったと報じられた。数年後、彼の立場は、「戦死して行方不明」から「捕虜になり行方不明」、すなわちイラクで生きていて投獄されていることを示唆する動きに変わった。2002年に、イラク戦争の発展で、彼の予想される状況がより重要な課題になった。ワシントン・タイムズは、2002年3月と9月にアメリカのジョージ・W・ブッシュ大統領が国際連合総会の演説で戦争を訴える一環としてスピッチャーに言及したことについて5つの連続した一面記事を掲載した。しかし、2003年にイラクに侵攻してアメリカ軍がイラクを管理したにもかかわらず、スピッチャーは発見されず、彼の立場は議論中のままだった。最終的に、2009年8月にイラクの砂漠で彼の遺体が発見されたことで解決した。地元市民によれば、彼の遺体は1991年の撃墜の後に埋葬されたという。
イラク兵がどれほど戦時中に行方不明になったかを直ちに知ることはできないが、イラク兵の全体の死傷者はかなりの数に上ると推定される。
KIABNRの2つの事例では
- Lt. Cmdr. Barry T. Cooke, U.S. Navyは、1991年2月2日に行方不明になった。彼が乗っていたA-6戦闘機は、ペルシャ湾に墜落した。
- Lt. Robert J. Dwyer, U.S. Navyは、1991年2月5日に行方不明になった。彼が乗っていたFA-18戦闘機は、ペルシャ湾に墜落した。

2021年4月2日の時点で、アメリカ国防総省によれば、イラク戦争やその他の戦争における行方不明兵は6人である。The US Defense POW/MIAのwebサイトには、「82,000人以上のアメリカ兵が、第二次世界大戦、朝鮮戦争、ベトナム戦争、冷戦、湾岸戦争、その他の戦争で行方不明のままである。そのうち、75%がインド太平洋で行方不明になり、41,000人以上が海で行方不明になったと推定される（軍用船の沈没や戦闘機の墜落など）」と記載されている。

## 動物
軍用動物もまた、MIAとして正式に発表される可能性がある。

## MIAを扱ったフィクション作品

### 映画・テレビドラマ
- 地獄の7人
- 地獄のヒーロー
- ランボー/怒りの脱出
- 超音速攻撃ヘリ エアーウルフ / 新エアーウルフ・復讐編